# Tamara Samsonova
Tamara Mitrofanovna Samsonova (Uzhur, 25 aprile 1947) è una serial killer russa.
Rinominata Granny, ossia "Nonnina", è stata arrestata il 29 luglio 2015 con l'accusa di aver ucciso una donna di 79 anni e per averne smembrato il corpo. È anche indagata per aver commesso un totale di 11 omicidi, ma se ne ipotizzano 19, in un periodo di venti anni; dopo aver drogato le vittime per renderle inoffensive è accusata di averne mangiato alcune parti. Lei, ex dipendente di un hotel, è stata accusata dalla polizia russa anche grazie all'ausilio delle telecamere a circuito chiuso di sorveglianza.
Secondo i media, la polizia ha trovato un seghetto macchiato di sangue e un suo diario scritto in  russo, inglese e tedesco che conteneva dettagli di alcuni degli omicidi. Una frase recita: "Ho ucciso il mio inquilino Volodya, tagliato a pezzi nel bagno con un coltello e quindi messo i pezzi del suo corpo in una busta di plastica per poi disfarmene." Infatti, alcune vittime erano gli inquilini che Samsonova ospitava a pagamento nelle stanze di casa sua.
Suo marito scomparve nel 2005 e lei è quindi è stata sospettata anche di questo caso. Samsonova è stata ricoverata per tre volte in ospedali psichiatrici.